# Саларьево (Рязанская область)
Саларьево — деревня Слободского сельского поселения Михайловского района Рязанской области России.

## Общие сведения

### География
Деревня расположена у восточного подножия среднерусской возвышенности недалеко от реки Кердь (приток р.); в 63 км к юго-западу от г. Рязань, в 26 км к юго-востоку от г. Михайлова и в 16 км от г. Пронск.
На западе деревня граничит с с. Берёзово, на востоке находятся Горохово и Телятники Пронского района.

### Население
| 2010 |
| ---- |
| 5    |

### Транспорт
На западе проходит федеральная автодорога E 119 M6 Москва — Тамбов — Волгоград — Астрахань.
На юго-западе в 14 км от села проходит Павелецкое направление Московской железной дороги. Ближайшая станция — Лужковская.

### Климат
Климат умеренно континентальный, характеризующийся тёплым, но неустойчивым летом, умеренно суровой и снежной зимой. Ветровой режим формируется под влиянием циркуляционных факторов климата и физико-географических особенностей местности. Атмосферные осадки определяются главным образом циклонической деятельностью и в течение года распределяются неравномерно.
Согласно статистике ближайшего крупного населённого пункта — г. Рязани, средняя температура января −7.0 °C (днём) / −13.7 °C (ночью), июля +24.2 °C (днём) / +13.9 °C (ночью).
Осадков около 553 мм в год, максимум летом.
Вегетационный период около 180 дней.

## История
1906:

В книге «Населённые места Рязанской губернии за 1906 г.» упомянута как «Сергiевская, Саларево тож».
1886:

Деревня принадлежит помещику Воейкову.
Также ему (или однофамильцу) принадлежат соседние населённые пункты соседней Березовской волости: с.Березово, с.Пахомово, д.Никольская и с. Кудрявщино (Воскресенское) Кудрявской (Воскресенской) вол. Данковского у.

Источник: «Сборник статистических сведений по Рязанской губернии. Т.6. Вып.1. Пронский уезд, 1886».
В алфавитном списке дворян Ряз. губ. есть:
- Воейков, Константин Александрович
- Воейков, Николай Васильевич

1871:

На карте Стрельбицкого имеет название «Саларева».
1863:

На карте Шуберта имеет название «Берёзовскiе». Рядом указано число дворов: 21.

Возм. была путаница названия с соседним селом «Берёзовские выселки».
1859:

Возм. упоминается в книге «Списки населенных мест Рязанской губернии по сведениям 1859» в 1862г:

«1-й стан. По тракту из г.Пронска в г.Михайлов и близ этого тракта. №2184. Сахарева, д. вл. При прудах. От уездного города 18 вёрст. От становой квартиры 28 вёрст»
1850:

На карте Менде имеет название «Саларева (Дуброва)».
1834:

По 8-й ревизии деревня называется «Сергіевская Саларево тож» и принадлежит подпоручику Николаю Петровичу Воейкову (предп. это сын статского советника Петра Степановича Воейкова, владевшего конными заводами в Данковском уезде при селе Кудрявщине).

Ист: ГАРО 129-32-80